# François-Régis Clet
François-Régis Clet, né le 19 août 1748 à Grenoble en Dauphiné, tué le 18 février 1820, est un prêtre catholique, lazariste, missionnaire en Chine, reconnu martyr et saint par l'Église catholique.

## Biographie
François-Régis est le treizième des quinze enfants du marchand de toiles Césaire Clet et de Claire (ou Claudine) Bourquy (ou Bourquis), de la famille maternelle d'Henri Beyle (Stendhal). Une de ses sœurs devient carmélite, et un de ses frères devient chartreux. Il commence ses études au collège de Grenoble. À sa demande, il les continue auprès des Lazaristes à Lyon, chez lesquels il entre au séminaire en 1769,.
Il fait profession religieuse en prononçant ses vœux de lazariste le 18 mars 1771. Le frère François-Régis Clet est ordonné prêtre deux ans plus tard, le 27 mars 1773. Il est ensuite professeur de morale pendant quinze ans, au grand séminaire d'Annecy, où il est surnommé « bibliothèque ambulante ». En 1788, il est chargé par ses confrères de les représenter à l'assemblée générale des prêtres de la mission ; le nouveau supérieur le choisit comme responsable du grand séminaire et de la maison-mère des Lazaristes,.
Le père Clet demande en 1791 à partir en mission. Sa demande est accordée, grâce à l'opportunité d'un bateau en partance pour Macao et à une défection ; il embarque à Lorient le 10 avril 1791 pour la Chine,. 
Il arrive à Macao le 15 octobre 1791 et y reste quelques mois. Il se rend ensuite, déguisé, dans la région du Kiang-si (Jiangxi), où il est le premier missionnaire européen. Il n'arrive pas à apprendre la langue locale, et supporte difficilement le climat. Il part en 1793 pour le Hou-kouang (situé entre le Shaanxi et le Guangdong), et y devient le supérieur de la mission,. 

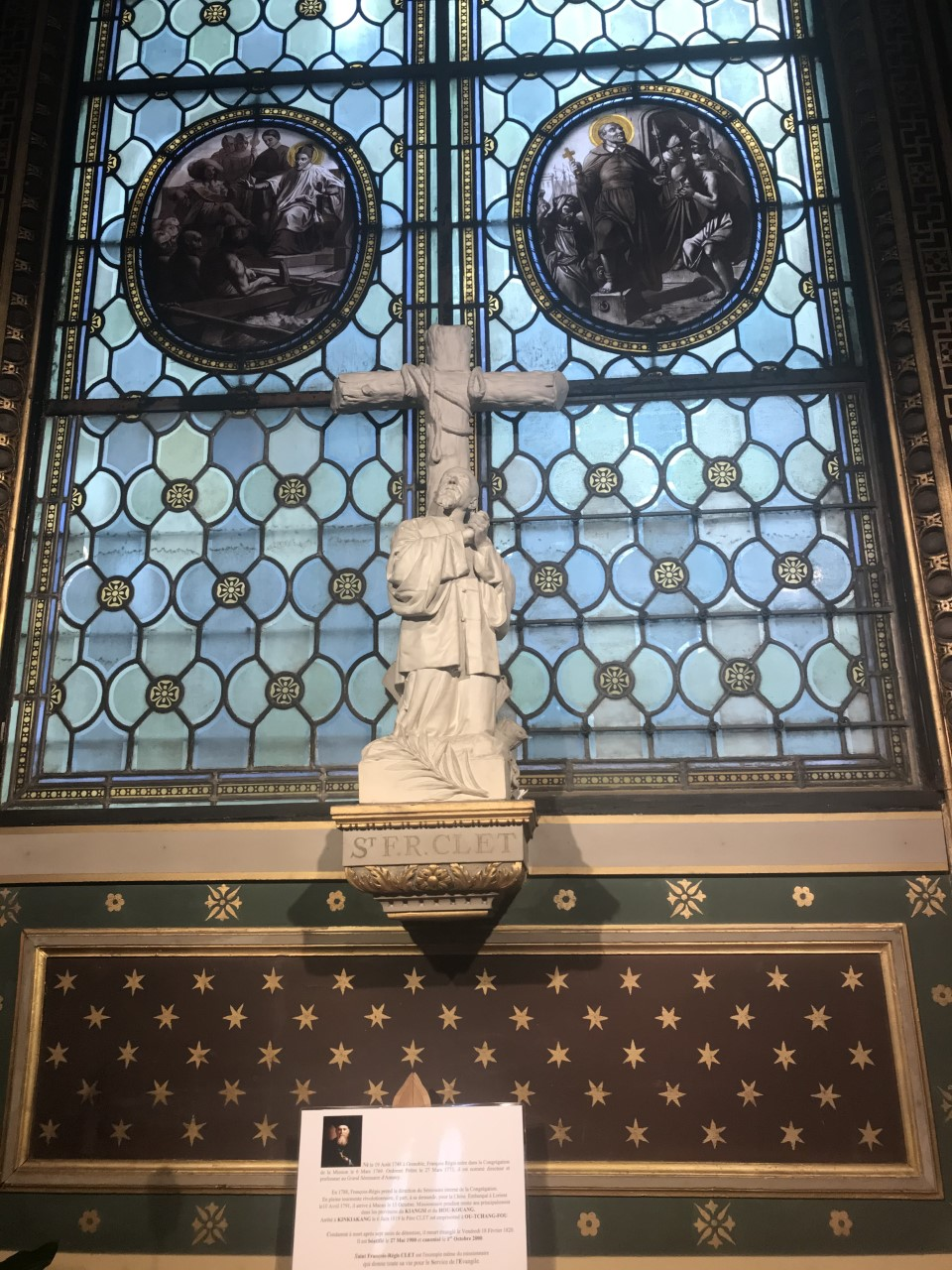
Statue d'autel de saint François-Régis Clet, chapelle Saint-Vincent-de-Paul à Paris.

Il y connaît les persécutions de 1805, de 1811 et de 1818, puis il est arrêté le 6 juin 1819, près de Nan-Yang-Fou, et emprisonné. Plusieurs fois torturé, il est finalement condamné à la mort par strangulation. Il est exécuté dans la nuit du 17 au 18 février 1820, à Ou-Tchang-Fou, et meurt le 18 février.

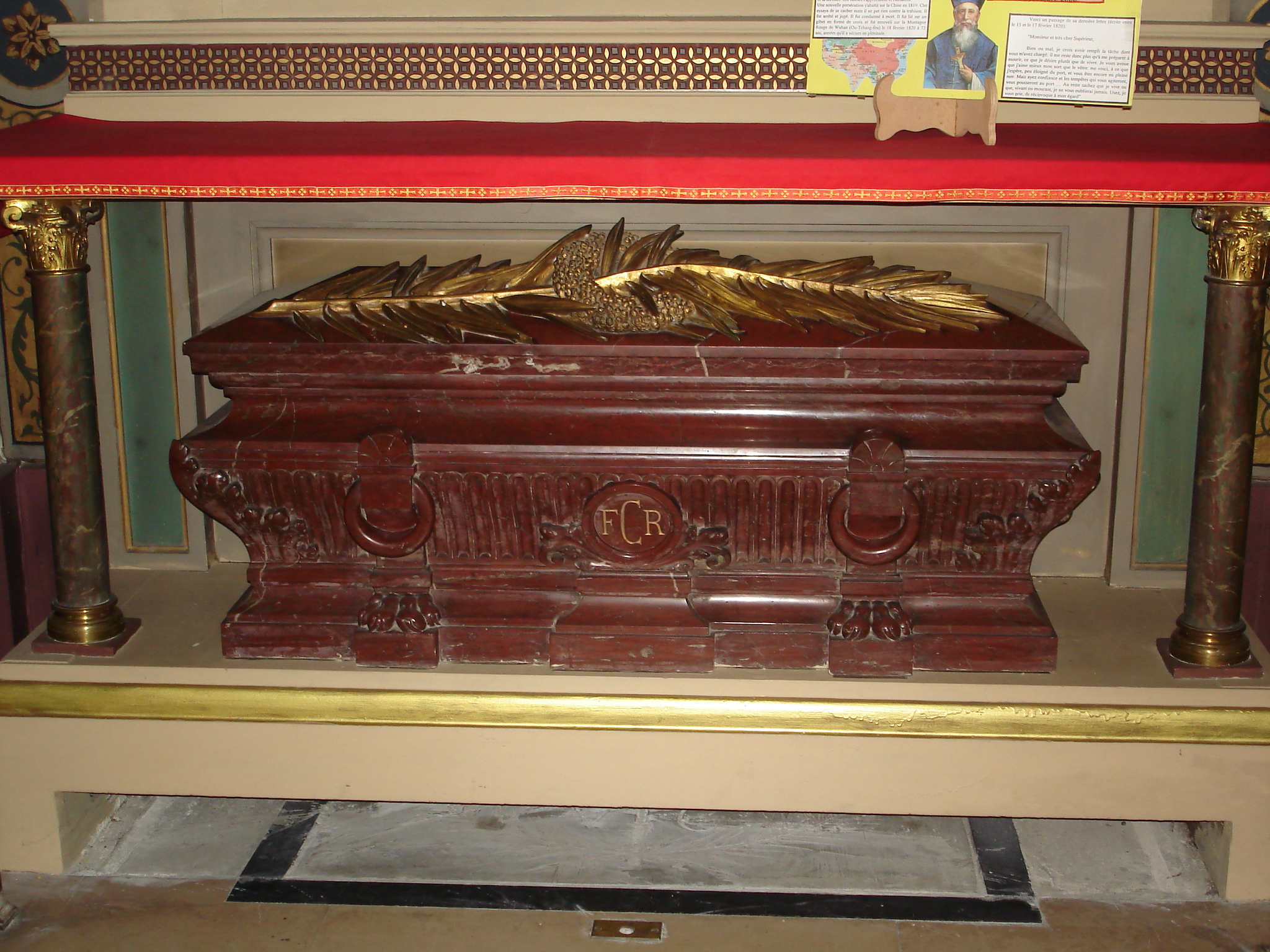
Tombeau de saint François-Régis Clet.
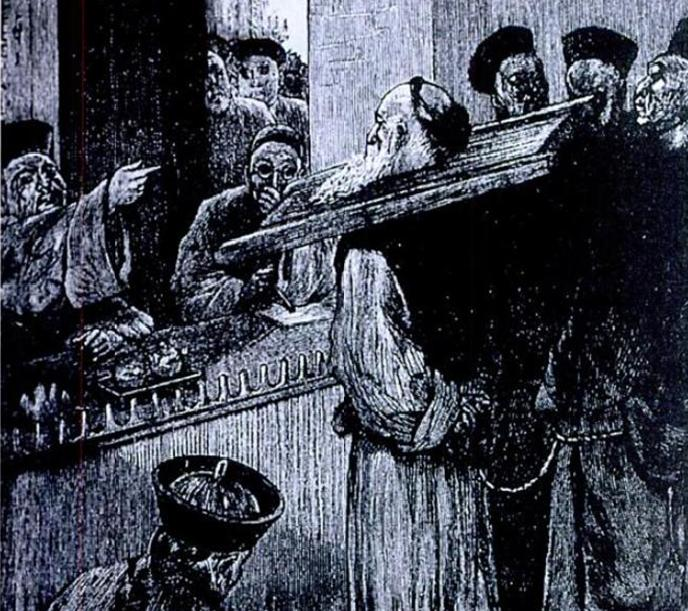
Le P. Clet, dans un carcan, devant ses juges en 1820.

## Béatification et canonisation
Béatifié le 17 mai 1900, François-Régis Clet est ensuite canonisé par Jean-Paul II le 1er octobre 2000.
Il est célébré le 18 février, principalement en Savoie (archidiocèse de Chambéry, Maurienne et Tarentaise, diocèse d'Annecy et diocèse de Grenoble-Vienne), et le 9 juillet avec le groupe des 120 martyrs de Chine. 
Son tombeau se trouve à la chapelle des Lazaristes de la rue de Sèvres à Paris 6e.

### Sources bibliographiques
- P. Hamon, « Clet (François-Régis) » dans Dictionnaire de biographie française, vol. 9, Paris, 1961 [détail des éditions] , col. 4.
- « Bienheureux François Régis Clet (1748-1820) », dans Jean Prieur, Hyacinthe Vulliez, Saints et saintes de Savoie, La Fontaine de Siloé, 1999, 191 p. (ISBN 978-2-84206-465-5, lire en ligne), p. 154-157.
- André Sylvestre, François-Régis Clet : prêtre de la Mission, martyr en Chine, 1748-1820, Moissac, Mothes, 1998, 204 pages.
- Charles-Félix Bellet, Vie du vénérable serviteur de Dieu, François-Régis Clet, prêtre de la Mission et martyr, Paris, Bloud et Barral, 1891.
- Maurice Demimuid, Vie du vénérable François-Régis Clet, prêtre de la congrégation de la Mission, martyrisé en Chine le 18 février 1820, Paris, Gaume, 1893.
- Baroz, Vie du bienheureux François-Régis Clet, 1900.
- G. de Montgesty, Le bienheureux François Régis Clet, Paris, 1907.
- Lettres du bienheureux François-Régis Clet, Pékin, 1944.
- « François-Régis Clet », dans Henri Martineau, Petit dictionnaire stendhalien, Paris, Le Divan, 1948.
- Michel Mercier, Grenoblois missionnaire en Chine, François Régis Clet (1748-1820), La Lettre, Patrimoine et Développement du Grand Grenoble, no 59, décembre 2017, p. 8.